# Idaea flavior
Idaea flavior är en fjärilsart som beskrevs av Holloway 1979. Idaea flavior ingår i släktet Idaea och familjen mätare. Inga underarter finns listade i Catalogue of Life.